# Физическа система
Физическа система се нарича всеки набор от физически тела (обекти).
Във физиката това е частта от материалния свят, която е подложена на изследване и анализ. Всичко, което е извън нея, се нарича „околна среда“, която при изследванията се игнорира с изключение на влиянието, което оказва върху физическата система. Различаването на системата от средата е избор на изследователя и обикновено се прави така, че да улесни анализа. Например водата в едно езеро, половината вода в езерото или само една водна молекула – всички може да се разглеждат като физически системи.